# Leszek Bugajski
Leszek Bugajski (ur. 30 stycznia 1949 w Dąbrowie Górniczej, zm. 26 marca 2024) – polski krytyk literacki, publicysta. Redaktor czasopism literackich, m.in. kierownik działu literackiego tygodnika „Życie Literackie” (1981–1989), redaktorem działu recenzji miesięcznika „Twórczość” (1988-2024).

## Życiorys
Urodził się w rodzinie inteligenckiej. Po ukończeniu w 1966 Liceum Ogólnokształcącego im. S. Żeromskiego rozpoczął pracę w Hucie im. Feliksa Dzierżyńskiego w Dąbrowie Górniczej. W 1967 podjął studia na Wydziale Obrotu Towarowego Wyższej Szkoły Ekonomicznej w Krakowie i ukończył je w 1973. W latach 1972–1974 studiował na Wydziale Filozoficznym Uniwersytetu Jagiellońskiego w Krakowie.
Debiutował jako krytyk literacki w piśmie „Współczesność” w 1971 recenzją książek Priestleya: Londyn i Poza miastem pt. Pochwała hedonizmu.
Współpracował i publikował w licznych czasopismach literackich, m.in.: „Twórczość”, „Kultura”, „Literatura”, „Miesięcznik Literacki”, „Odra”, „Wiadomości Kulturalne”. W latach 1981–1989 był kierownikiem działu literackiego pisma „Życie Literackie”. Redaktor w czasopiśmie „Pismo Literacko-Artystyczne” (1983–1988). Od 1988 był kierownikiem działu krytyki pisma „Twórczość”, a następnie jego redaktorem naczelnym (1997–1999). Członek rady redakcyjnej serii wydawniczej „Nowa Proza Polska” (od 1992). Był ponadto redaktorem w pismach: „Nie z tej Ziemi” (1990–1995) i „Czwarty Wymiar” (1996–1997). Od 1997 był redaktorem działu literackiego miesięcznika „Playboy” (edycja polska). Od 2005 do sierpnia 2014 był zastępcą szefa działu kultury w polskiej edycji „Newsweeka”, następnie przeszedł na emeryturę, ale w dalszym ciągu współpracował z pismem, pisząc dla niego krótkie teksty. W sierpniu 2015 został sekretarzem redakcji tygodnika „Wprost”, pozostał w redakcji także po zaprzestaniu wydawania pisma w wersji papierowej.
Był kierownikiem pracowni prasowej Akademii Humanistycznej w Pułtusku.
Członek Związku Literatów Polskich (1977–1983 i od 1983), w tym członek Zarządu Oddziału Krakowskiego 1983–1988, wiceprezes Zarządu Głównego 1990–1993, przewodniczący Komisji Kwalifikacyjnej (1990-2024), Stowarzyszenia Pisarzy Polskich, Górnośląskiego Towarzystwa Literackiego (1993-2024), Rady Fundacji Wspierania Muzeum Etnograficznego w Warszawie (1999-2024).
Był autorem książek krytycznoliterackich, scenariuszy filmów telewizyjnych (m.in. do serialu Portrety współczesnej prozy polskiej 1994–1995), ok. 1500 artykułów, felietonów i recenzji.
Mieszkał w Brwinowie pod Warszawą. 
Pochowany 6 kwietnia 2024 na Cmentarzu parafialnym w Brwinowie, niedaleko grobu Jarosława Iwaszkiewicza. Podczas świeckiej ceremonii pożegnalnej głos zabrali: Krzysztof Bielecki, Mateusz Werner i Paweł Orzeł.

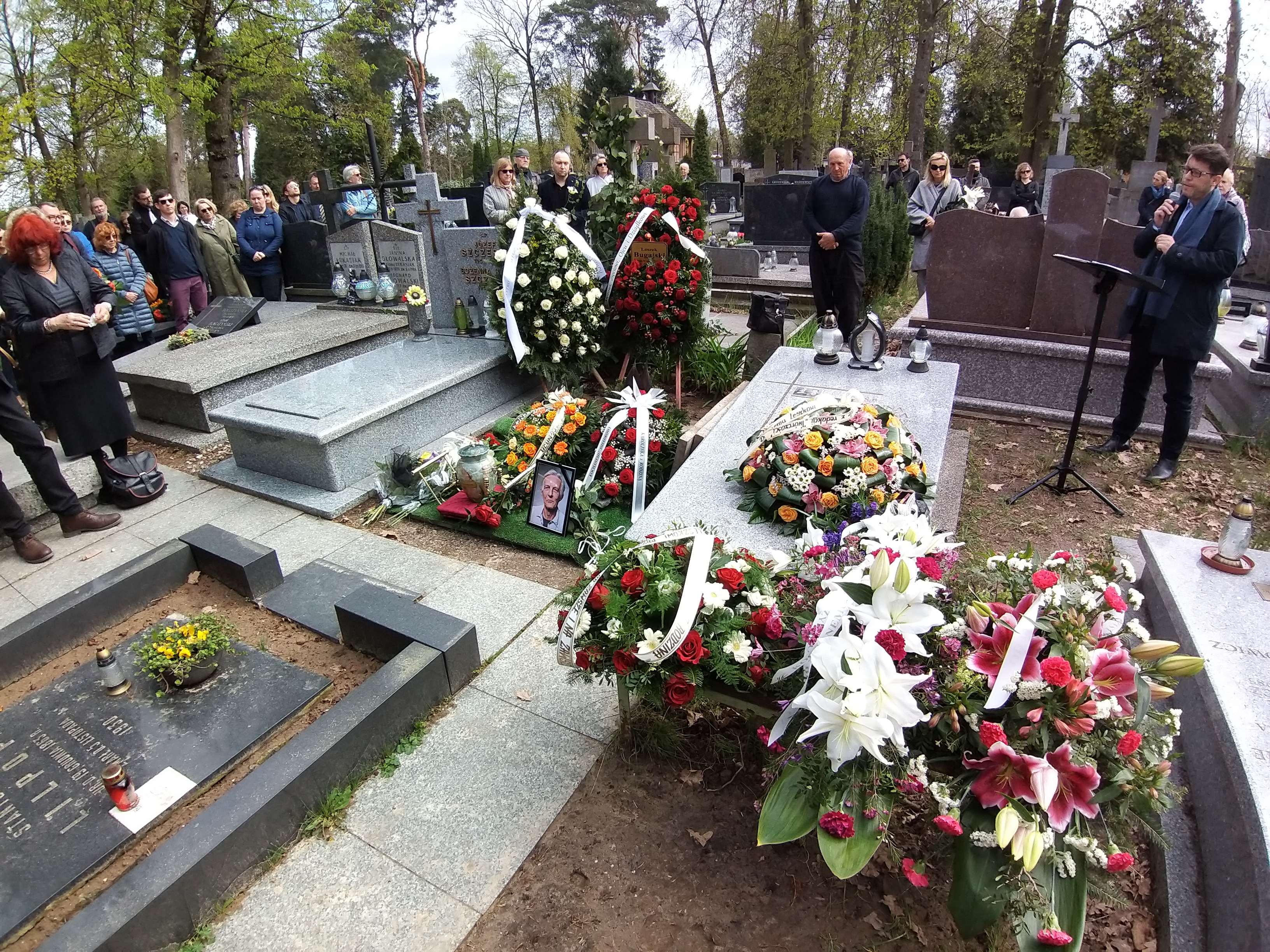
Mateusz Werner, redaktor naczelny "Twórczości" przemawia podczas pożegnania Leszka Bugajskiego - Brwinów, 6 kwietnia 2024

## Odznaczenia
- Złoty Krzyż Zasługi (2005)[6]
- Srebrny Krzyż Zasługi (1986)
- Odznaka „Zasłużony Działacz Kultury” (1986)

## Nagrody i wyróżnienia
- Nagroda im. Stanisława Piętaka za tom szkiców Następni (1983)[7]
- Nagroda „Życia Literackiego” (1985)
- Nagroda im. Kazimierza Wyki (1986)[8]
- Nagroda Funduszu Literatury (za upowszechnianie literatury polskiej; 1989)

## Twórczość
- Iredyński (seria: „Sylwetki Współczesnych Pisarzy”; Agencja Autorska, Czytelnik 1979; w jęz. angielskim i francuskim)
- Następni (szkice literackie; Czytelnik 1982; ISBN 83-07-00562-0)
- Zapiski z epoki Beatlesów (szkice literackie; Młodzieżowa Agencja Wydawnicza 1982, ISBN 83-203-1731-2)
- Spotkania drugiego stopnia (szkice o literaturze SF; Krajowa Agencja Wydawnicza 1983, ISBN 83-03-00242-2)
- Pozy prozy (szkice literackie; Czytelnik 1986, ISBN 83-07-01365-8)
- Strategia ślimaka: szkice krytyczne (szkice literackie; Młodzieżowa Agencja Wydawnicza 1988, ISBN 83-203-2472-6)
- W gąszczu znaczeń (szkice literackie; Krajowa Agencja Wydawnicza 1988, ISBN 83-03-02424-8)
- Szczypiorski (seria: „Sylwetki Współczesnych Pisarzy”; Agencja Autorska 1991; w jęz. polskim i niemieckim)
- Seks, druk i rock and roll. Zapiski z epoki recyklingu (Muza 2006, ISBN 83-7319-949-7)
- Kupa kultury. Przewodnik inteligenta (Prószyński Media 2014)
- Margines centralny (Instytut Książki – „Twórczość” 2015, ISBN 978-83-61005-33-9)
- Opowieści o powieści (Państwowy Instytut Wydawniczy 2022, ISBN 978-83-8196-388-6)

## Opracowania
- Lektury licealisty (wespół z Wojciechem Pykoszem); Zakład Narodowy im. Ossolińskich 1986, ISBN 83-04-02140-4

## Inne prace redaktorskie
- Krzysztof Bielecki, End & Fin Company: fantastyczna powieść dla dorosłych (autor przedmowy; Akapit 1992, ISBN 83-85397-71-X)
- Grzegorz Strumyk, Kino-lino (autor przedmowy; seria: „Nowa Proza Polska”; Państwowy Instytut Wydawniczy 1995, ISBN 83-06-02492-3)
- Marek Gajdziński, Głowa konia (autor przedmowy; seria: „Nowa Proza Polska”; Państwowy Instytut Wydawniczy 1996, ISBN 83-06-02515-6)
- Stefan Gieysztor, Nic więcej (autor przedmowy; seria: „Nowa Proza Polska”; Państwowy Instytut Wydawniczy 1996, ISBN 83-06-02568-7)
- Jerzy Łukosz, Afgański romans; Jedno życie, czyli wędrówka dusz (autor przedmowy; seria: „Nowa Proza Polska”; Państwowy Instytut Wydawniczy 1997, ISBN 83-06-02619-5)